# Benton (Tennessee)
Benton – miasto w Stanach Zjednoczonych, w stanie Tennessee, siedziba administracyjna hrabstwa Polk.